# Martin Philip Bendsøe
Martin Philip Bendsøe (født 29. december 1955) er en dansk matematiker og professor emeritus på Danmarks Tekniske Universitet. Han har forsket i partielle differentialligninger, og særligt topologioptimering i strukturer og materialer.
Bendsøe blev uddannet cand.scient. i matematik og fysik på Københavns Universitet fra 1974-1979, og han tog herefter en licentiatgrad (ph.d.) på Danmarks Tekniske Universitet fra 1980-1983.
Han er siden blevet dr. techn. i 1995 fra DTU, og i 2010 blev han udnævnt som æresdoktor på Universié de Liege i Belgien. Han blev udnævnt som professor i matematik på Institut for Matematik og Computer Science i 1995.
I 2003 var han medforfatter på Topology Optimization - Theory, Methods and Applications sammen med Ole Sigmund.
Han har været vejleder på en lang række ph.d.-studerende, heriblandt Jakob Stoustrup.

## Hæder
- 1986: P. Gorm Petersens Mindelegat
- 1992: Statoilprisen
- 1997: Villum Kann Rasmussens Årslegat[3]
- 2018: G.A. Hagemanns Guldmedalje